# Ílmovka
Ílmovka (en rus: Ильмовка) és un poble del krai de Primórie, a l'Extrem Orient de Rússia, que en el cens del 2010 tenia 132 habitants.